# Стадіон імені Володимира Леніна (Луганськ)
Стадіон імені В. І. Леніна — стадіон, розташований у Кам'янобрідському районі Луганську.

## Історія

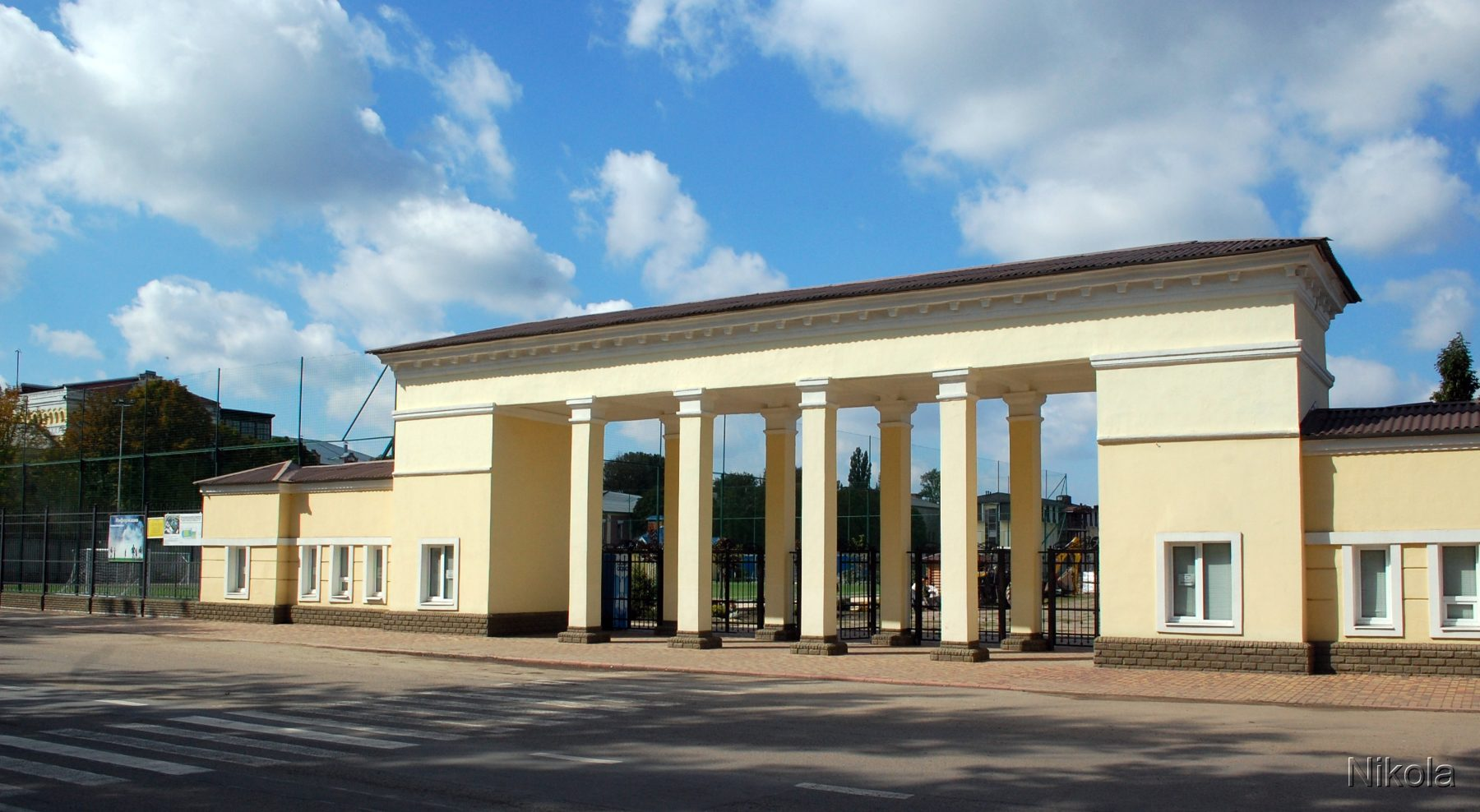
Центральний вхід до стадіону

Будівництво стадіону розпочато у 1920 році, завершено у 1922. Варто відзначити, що головний футбольний клуб міста — «Металіст» (зараз «Зоря») був заснований у 1923 році. Потім цей клуб під назвою «Трудові резерви» грав на стадіоні до початку 1960-х років. В подальші роки до середини 1980-х років свої домашні матчі проводив дублюючий склад «Зорі».
У 2013 році розпочались роботи з реконструкції стадіону. Під час бойових дій у 2014 році, стадіон тимчасово припинив свою діяльність.